# Тихема (град, Калифорния)
Тихема (на английски: Tehama) е град в окръг Тихейма, щата Калифорния, САЩ. Тихема е с население от 422 жители (по приблизителна оценка от 2017 г.) и обща площ от 2,1 km². Намира се на 64 m надморска височина. ЗИП кодовете му са 96090, а телефонният му код е 530.